# Modelleisenbahnsteuerung
Die Steuerung einer elektrischen Modelleisenbahn umfasst deren Fahrt und die Stellung der benutzten Weichen (inkl. deren evtl. beigefügter Signalanlagen). Sie ist eine Fernsteuerung.
Geschwindigkeit und Fahrtrichtung der Triebfahrzeuge (Lokomotiven) werden durch die Änderung der Fahrspannung variiert. Im einfachsten Fall wird die an den Schienen anliegende Spannung mittels Stelltransformator stufenlos verändert (analoge Modelleisenbahn) und für die Richtungsumkehr umgepolt. Auf diese Weise können mehrere Züge in einer Anlage nur dann gesteuert fahren, wenn das Gleisnetz in kleinere zu- und abschaltbare Netzteile aufgeteilt wird.
Mit der seit dem Ende des 20. Jahrhunderts zusätzlich vorhandenen digitalen Steuerungstechnik können beliebig viele Züge in einer Anlage gesteuert fahren. Die Fahrspannung wird erst und individuell in jeder einzelnen Lok verändert, an den Schienen ist sie konstant. Jede einzelne Lok ist mittels digitaler Kommunikationstechnik (digitale Modelleisenbahn) individuell steuerbar: die Fahrspannung wird in ihr gemäß der empfangenen Steuersignale stufenlos verändert.
Man unterscheidet zwischen rein manueller, halb- und vollautomatischer (programmierter) Fernsteuerung.

## Mechanische Steuerung bei Uhrwerksantrieb
Bei den ersten und mit Uhrwerkantrieb versehenen Modelleisenbahnen ist die automatische Steuerung auf wenige und einfache Funktionen beschränkt: Langsamfahren (Langsamfahr-Gleis-Abschnitt), Stoppen (Stopp-Gleis-Abschnitt) und Fahrtrichtungswechsel (Umschalt-Gleis-Abschnitt).
Zum Einschalten hat eine Uhrwerkslok i. d. R. zwei Bedienknöpfe: Ein/Aus und Vorw./Rückw. Das Ausschalten erübrigt sich dadurch, dass das Uhrwerk relativ bald abgelaufen ist, und die Lok stehen bleibt.
Ein/Aus und Vorw./Rückw. sind bei elektrischen Loks in deren automatischen und umfangreicheren Steuerungs-Möglichkeiten eingeschlossen. Diese Loks sind fernbedient, d. h. sie werden nicht mehr in die Hand genommen.

## Fern-Steuerung einer analogen elektrischen Modelleisenbahn
Die stufenlose (analoge) Veränderung der Geschwindigkeit erfolgt über die von der Spannung abhängigen Stärke des Motor-Antriebsstromes.
Die Fahrtrichtung wird durch Umpolen der Versorgungsspannung (Gleichspannung) oder mit einem Umschalter in der Lokomotive (Wechselspannung, die kurzzeitig überhöht wird) geändert.
Der Begriff analoge Modelleisenbahn kam erst nach Einführung der Steuerung mittels digitaler Übertragung (digitale Modelleisenbahn) Steuerung in Gebrauch um beide Methoden voneinander zu unterscheiden.

### Unterteilung des Gleisnetzes in einzelne Streckenabschnitte
Damit mehrere Loks gesteuert werden können, wird das Gleisnetz in einzelne, separat mit Versorgungsspannung versehbare Streckenabschnitte unterteilt. Besprochen werden Anlagen mit Zweileitergleisen.

#### A-Schaltung
Es wird nur ein Stelltrafo verwendet. Mehrere Züge könnten zwar gleichzeitig fahren, sind dann aber relativ zueinander nicht steuerbar. Deshalb wird – im Wechsel zwar – zu einer bestimmten Zeit immer nur mit einer von mehreren in der Anlage befindlichen Loks gefahren. Die übrigen werden abgestellt, indem die Abschnitte, in dem sie sich befinden von der Stromversorgung abgeschaltet werden. Die abgeschalteten Abschnitte können typischerweise Abstellgleise, aber auch größere Abschnitte wie Nebenbahnen (Gleisschleifen oder längere stumpfe Gleise) sein.

#### Variante der Einzelnen Schaltung
Für das gesamte Netz, das in Abschnitte unterteilt ist, wird eine einzige Stromversorgung verwendet. Die Stromversorgung jedes Streckenabschnitts hängt von der automatischen Signalisierung ab. Die Geschwindigkeit jedes Zuges hängt von der Spannung des Abschnitts ab, in dem er sich befindet. Neben der Nullspannung für den Halt und der Höchstspannung für die Geschwindigkeit auf voller Strecke können sechs Zwischengeschwindigkeitsstufen die Verzögerungs- oder Beschleunigungsabschnitte mit Strom versorgen. Bei diesem System muss die Route jedes Zuges vor der Abfahrt festgelegt werden und mit der vom automatischen Signalsystem gesteuerten Belegung der Abschnitte kompatibel sein.
Dieses analoge System erfordert eine stabilisierte Stromversorgung (keine Transformatoren, deren Spannung je nach Verbrauch schwankt) und eine zerhackte Spannung für einen gleichmäßigen Betrieb bei niedrigen Geschwindigkeiten

#### Ü-Schaltung
Bei typischen Modellbahnanlagen mit einer zweispurigen Hauptstrecke und einer einspurigen Nebenstrecke und ein paar Rangiergleisen ist es vorteilhaft, für jeden dieser Fahrwege einen eigenen Transformator zu benutzen. Bei Anlagen mit mehreren Bahnhöfen gilt das für einen eigenen Stelltransformator für jede Zwischenstrecke. Das ermöglicht in einfacher Weise und mit wenig Verdrahtungsaufwand die unabhängige Steuerung mehrerer Lokomotiven gleichzeitig; Hauptnachteil ist aber die Notwendigkeit, beim Wechsel des Fahrweges auch zu einem anderen Stelltransformator übergehen zu müssen; im Moment des Wechsels sollten auch ihre Spannungen etwa einander entsprechen. Ausgeschlossen werden muss, dass beide nicht gleich gepolte Spannungen liefern.

#### Z-Schaltung
Um den Übergang von einem zum anderen Stelltransformator zu vermeiden, werden verschiedene Abschnitte – oft aus mehreren Abschnitten zusammengestellte Fahrstraßen – von verschiedenen Stelltransformatoren versorgt. Die Zuschaltung (oder Zuordnung) hat vor Beginn der Fahrt zu erfolgen, und sie wird am Ende wieder aufgelöst. Parallel können andere Lokomotiven auf anderen Fahrstraßen mit einem anderen Stelltransformator gesteuert werden.
Das System erfordert einerseits einen nicht geringen Verdrahtungs- und Schalter-Aufwand, entspricht aber andererseits recht genau der Situation beim Vorbild, wo ebenfalls Beginn und Ziel jeder einzelnen Fahrt vor Beginn bekannt sind und alle Weichen dieser Fahrstraße richtig eingestellt werden müssen, ehe die Fahrt freigegeben wird.

#### Stopp-Weichen
Die Steuerung mittels sogenannten Stopp-Weichen ist die jüngst in Gebrauch gekommene. Derart ausgebildete Weichen gibt es bei mehreren Herstellern. Damit lässt sich einer der A-Schaltung analoge Schaltung bereits mit dem ohnehin notwendigen Umschalten der Weichen, d. h. ohne zusätzliche Schalter verwirklichen. Die Weichen werden von der Spitze her an die Versorgungsspannung angeschlossen. Der Anschluss wird in ihnen immer nur in die eingestellte Fahrtrichtung weiter geführt. Führt diese zu einem Abstellgleis, so ist dieses abgeschaltet, nachdem die Weiche wieder zurückgestellt wurde. Im Haupt-Gleisabschnitt (i. d. R. die größte Gleisschleife) lassen sich damit auch Ausweichstellen mit den beiden Weichen an- und ab-schalten. Die Weichen werden prinzipiell paarweise (parallel) bedient, das Ausweichgleis wird somit von beiden Seiten her an- und ab-geschaltet.

### Zusätzliche Leiter
Eine andere Möglichkeit, mehrere Lokomotiven auf demselben Gleis fahren zu lassen, entsteht durch einen zum Zweileitergleis zusätzlichen parallelen Leiter. Dazu gibt es mehrere Möglichkeiten:

#### Oberleitung
Bei Einsatz von Elektrolokomotiven kann die Oberleitung wie beim Vorbild zur Spannungsversorgung eingesetzt werden. Dies ist sicher die vorbildgerechteste Lösung einer analogen Mehrzugsteuerung; sie wurde vor der Einführung der Digitaltechnik (siehe unten) auch von fast allen namhaften Herstellern unterstützt.

#### Oberleitung plus Mittelleiter
1935 führte die Firma Trix ein Dreischienen-Dreileitersystem ein, bei der die Fahrschienen elektrisch getrennt waren und ein zusätzlicher Mittelleiter den Masseanschluss bildete. Eine Lokomotive erhielt die Spannung also über die linke, die andere über die rechte Schiene, die dritte durch die Oberleitung.

#### Stromschiene
Eine dritte Möglichkeit wären zusätzliche Stromschienen etwa an der Seite, wie beim Vorbild bei U-Bahnen üblich. Derartige Systeme wurden nie von den großen Herstellern unterstützt, aber vereinzelt von Privatpersonen oder Modellbahnvereinen gebaut; wegen des Aufwandes haben sie sich nicht durchgesetzt.

## Ältere elektronische Steuerungen

### Halbwellensteuerung
Die Firma Faller führte Ende der 1960er Jahre für ihr Modellautosystem AMS die Möglichkeit ein, in die Fahrpulte und Automodelle kleine Dioden einzusetzen. Die Anlage wurde dann mit Wechselstrom betrieben, und durch die Dioden sprach von zwei Fahrzeugen in einer Anlage nur je eines auf je eine der Halbwellen an. Dadurch war mit sehr geringem Aufwand eine echte unabhängige Steuerung möglich – allerdings kein Fahrtrichtungswechsel; wohl der Grund, weshalb sich das System bei Modelleisenbahnen nicht durchgesetzt hat.

### Tonfrequenzsteuerung
Lokomotiven-Tonfrequenzsteuerung ermöglichten ab 1968 den unabhängigen Betrieb von mehreren Lokomotiven auf demselben Gleis.
In Frankreich konnten mit dem System Jouefmatic und Jouefmatic 76 der Firma Jouef, das sich von 1968 bis 1983 im Katalog befand, bis zu acht Lokomotiven auf einem Gleis getrennt gesteuert werden, dies ohne Berücksichtigung der Oberleitung.
Beim ab 1973 erhältlichen Trix e.m.s. (Elektronische Mehrzug-Steuerung) konnten pro Stromkreis eine weitere Lokomotive mit je einem überlagerten Wechselspannungsignal gesteuert. werden. Da bei Trix unter Einbezug der Oberleitung insgesamt drei Stromkreise vorhanden waren, konnten so insgesamt sechs Lokomotiven unabhängig gesteuert werden.
Der Vorteil des Trix e.m.s. gegenüber der von Jouef hergestellten Mehrzug-Steuerung lag darin, dass nur die zweite Lokomotive eines Stromkreises einen Empfänger bedingte. Die erste Lokomotive konnte unverändert eingesetzt werden. Auch gab es die e.m.s.-Mehrung-Steuerung auch für die Spur N. Bei beiden Systemen bedingte es jedoch ein separates Fahrgerät pro Lokomotive, wobei bei Trix auch hier die erste Lokomotive mit einem handelsüblichen Transformator angesteuert werden konnte.
Die Systeme mit Tonfrequenzsteuerung konnten sich nicht durchsetzen, weil sie damals verhältnismäßig kostenintensiv und aufwändig im Einbau und beim Einstellen waren und hohen Platzbedarf hatten. Auch wurden sie durch die rasch fortschreitenden Entwicklungen in der Digitaltechnik obsolet.
In Deutschland wurde die Tonfrequenzsteuerung statt für Mehrzugbetrieb eher zum Auslösen von einfachen Zusatzfunktionen (Licht, Ton u. ä.) verwendet.

### Drahtlose Fernsteuerung
Bei größeren Spurweiten (in der Regel ab Nenngröße I) werden mit Dampf (Echt-Dampf-Modellbahn) oder Akkus betriebene Fahrzeuge oft drahtlos über Funk gesteuert (RC-Fernsteuerung). Typisch dafür sind im Freien auf den Spuren IIe und IIm fahrende Gartenbahnen. Die Schienen werden dabei meistens nicht mit elektrischer Spannung versorgt, sodass die Echtdampf-Lokomotiven für die Funk-Empfänger und Befehlswandler auch Akkus mitführen.
Um der Problematik der störanfälligen Stromversorgung über die Schienen zu entgehen, werden zunehmend auch Fahrzeuge auf kleineren Spurweiten über Funk gesteuert, z. B. eine Feldbahn auf Spur 0. Die Anwendung auf noch kleinere Spurweiten hängt davon ab, ob Platz insbesondere für die Akkus in den Fahrzeugen zur Verfügung steht.

## Digitale Steuerung

### Das Prinzip
Am Gleis liegt eine konstante Versorgungsspannung an, die von digitalen Steuersignalen überlagert wird. Ein Empfänger in der Lok liest aus diesen Signalen Steuerbefehle aus, die für die Beeinflussung der Geschwindigkeit, der Fahrtrichtung und von Zusatzfunktionen wie Geräuscheffekten oder Licht genutzt werden. Jedes fernsteuerbare Fahrzeug wird durch eine Adresse identifiziert. Hierdurch ist eine unabhängige Steuerung von prinzipiell beliebig vielen Schienenfahrzeugen möglich, ohne dass Trennstellen im Gleis vorhanden sein müssen.

### Standards
Der Einzug der Digitaltechnik bei den Europäischen Modelleisenbahnen begann im Jahre 1979 durch die Firma ZIMO. Die ersten von ZIMO verkauften Systeme bestanden aus einem Basisgerät, einem Fahrpult und den Empfängern. Die Bezeichnung Empfänger wurde später gegen Decoder ausgetauscht.
Mit Stand 2024 werden primär die beiden folgenden Digitalsignal-Standards verwendet: Im Zweileiter-Bereich ist es das Digital-Command-Control-System (DCC), das auf der Entwicklung der Firma Lenz Elektronik basiert. Im Mittelleiter-Bereich, namentlich Märklin H0, ist das Märklin-Motorola Digitalsystem vorherrschend, das seit 2004 systematisch durch ein neues System, Märklin Systems (mfx), ersetzt wird; dieses bietet ähnliche Möglichkeiten wie das DCC-System.
Für die kleine Nenngröße N wurde meist das SelecTRIX-System der Firma Trix eingesetzt, weil das System anfänglich die kleinsten Dekoder hatte. Mittlerweile ist auch hier der DCC vorherrschend. Einige weitere Anbieter, vor allem Fleischmann und ZIMO, boten eine Zeit lang eigene Systeme an, die eine geringe Verbreitung erfuhren, diese inzwischen aber durch DCC ersetzten.
Außerhalb Europas wird meist nur DCC genutzt. Die anderen Systeme haben dort mit Stand 2024 keine große Bedeutung mehr.
Werden die Anlagen größer/komplexer, müssen zum Beispiel verschiedene Stromversorgungsbereiche (Verteilung der Last auf mehrere so genannte Booster) und Rückmeldebereiche (welches Fahrzeug befindet sich in welchem Anlagenabschnitt?) berücksichtigt werden.

### Steuerung durch Computer
Die digitale Steuerung ist auch über einen Computer möglich. Neben den Empfängern in den Fahrzeugen werden hierzu eine Schnittstelle sowie ein Programm (zum Beispiel TrainController, mobastWIN oder Digital-S-Inside), das diese anspricht, benötigt. Da die Bedienung nun mit Maus und Tastatur am Bildschirm des Rechners stattfindet, können weitere Steuer- und Schaltgeräte entfallen. Auch die meisten Digitalzentralen können über eine PC-Schnittstelle alternativ Befehle vom Computer verarbeiten. In diesem Fall ist der PC nur ein Bedienelement. So kann man z. B. Lokomotiven mit der Hand, die Weichen aber über ein Software-Gleisbild umstellen. In letzter Zeit entstanden einige Programme, die den Führerstand verschiedener Lokomotiven realistisch am Bildschirm darstellen, so dass eine Art Simulatorbetrieb mit der Modellbahn ermöglicht wird.

## Fahrwegsschaltung
Der gesicherte Fahrweg des Vorbilds wird durch die Stellung der Weichen festgelegt und durch Signale gesichert. Während sich zum Stellen von Weichen und Signalen und zur Zugbeeinflussung früh Möglichkeiten entwickelten, wurde die Schaltung ganzer Fahrwege inklusive entsprechender Fahrwegssicherung in analogen Steuerungen wegen des Aufwands nur selten realisiert. Mit der heutigen Digitalsteuerung und entsprechenden Softwareprogrammen ist dies jedoch kein Problem mehr.

### Mechanische Schaltung
Ein mechanischer Umschalter an den Weichen und Signalen stellt diese; derartige „Handweichen“ werden von allen namhaften Herstellern gebaut. Für höhere Ansprüche können die Stellelemente durch Hebel und Seil- oder Bowdenzüge bis an den Anlagenrand verlegt werden.
Eine weitere – leicht vorbildwidrige aber sehr effektive – Möglichkeit ist der Einsatz als sogenannte „Klappweiche“, die von den Weichenenden her befahren und dabei aufgeschnitten wird. In der Gegenrichtung („spitz befahren“) wird nur eine Fahrrichtung verwendet, es ist also keinerlei Steuerung von außen notwendig.
Ein großer Nachteil der mechanischen Schaltung war das Fehlen einer sogenannten „Herzstückpolarisierung“. Zwei-Leiter-Modellbahnsysteme benötigen am Herzstück der Weiche entsprechend dem gestellten Fahrweg eine Spannungsversorgung mit der jeweils korrekten Polarität. Das Problem tritt auf, da das Herzstück, je nach Weichenstellung, das rechte oder das linke Rad führt und dort dementsprechend der Minus- oder der Pluspol der Fahrspannung anliegen muss. Bei der Herzstückpolarisierung ist unbedingt zu beachten, dass die Weiche dann beim Befahren keinesfalls aufgeschnitten werden darf, sondern immer geschaltet werden muss, andernfalls kommt es zu einem Kurzschluss. Bei mechanischen Schaltungen fehlt in der Regel die Herzstückpolarisierung, was bei Zwei-Leiter-Systemen dazu führt, dass Fahrzeuge mit wenigen Stromabnahmepunkten bei langsamer Fahrt in diesem Bereich stehen bleiben.
Weichen in einem System mit Mittelleiter benötigen keine Herzstückpolarisierung.

### Analoge elektrische Steuerung
Hier werden die Weichen und Signale mit elektromagnetischen Antrieben ausgestattet, die die mechanischen Elemente bedienen. Die Ansteuerung der Antriebe erfolgt über Stromimpulse, die gleichzeitig die Versorgungsspannung des Antriebes bilden. Ausgelöst werden diese Impulse von Tastern am Anlagenrand. Nachteil dieser Lösung ist ein extrem hoher Verkabelungsaufwand, da jeder Antrieb mit drei, Signalantriebe teilweise sogar mit noch deutlich mehr Kabeln, angeschlossen werden müssen.
Bei höheren Ansprüchen bietet die elektrische Steuerung immerhin die Möglichkeit eines Gleisbildstellwerks, das bei größeren Anlagen die Orientierung sehr erleichtert.

### Digitalsteuerung
Dieser Ansatz reduziert den Verdrahtungsaufwand enorm, da alle Elemente durch den gleichen zwei- oder vieradrigen Bus gesteuert werden. Weichen und Signale verfügen über einen Dekoder, der ähnlich wie die Schienenfahrzeuge durch eine Adresse identifiziert wird. Auch hier kann das Steuerungssignal gleichzeitig Versorgungsspannung sein.
Diese Dekoder können sich direkt in den Weichen und Signalen befinden. Häufiger jedoch werden analoge Zubehörartikel über Dekodermodule mit zumeist 4 Adressen angeschlossen. Die Basisadresse eines Moduls ist einstellbar bzw. anlernbar.
Je nach Funktion gibt es unterschiedliche Dekoder für
- Magnetartikel (Weichen, Signale), die mit Stromstößen gesteuert werden
- motorische Antriebe (Weichen mit Stellmotor), die umgepolt werden müssen
- Lichtsignaldekoder (pro Signal sind mindestens 2 Adressen notwendig, wenn 4 Signalbegriffe angezeigt werden sollen)
- Servomotoren
- andere Verbraucher, die ein- und ausgeschaltet werden müssen
- spezielle Aufgaben, wie Drehscheiben

Im Flugzeug- und Schiffsmodellbau sind Servomotoren immer günstiger geworden. Das hat dazu geführt, dass auch im Modelleisenbahnbereich heute häufig Signale, Weichen, Entkuppler etc. damit angesteuert werden. Der große Vorteil liegt darin, dass diese Motoren unabhängig von der Lokation der Weiche sind – der Stellweg kann teilweise bis über 100 cm Entfernung an den Anlagenrand verlegt werden, was die Wartbarkeit massiv verbessert. Hinzu kommt, dass Servomotoren eine hohe Stellkraft ermöglichen, mit der auch Weichen mit durchgehender Weichenzunge gestellt werden können.
siehe Hauptartikel Modellbahndecoder

### Rückmeldung
In allen Systemen ist grundsätzlich die Rückmeldung der tatsächlichen Weichen- und Signalstellung möglich, doch erfordert dies immer einen erweiterten Aufwand für die Verkabelung. Diese Rückmeldung ist nicht nur wichtig zur Anzeige, sondern auch zur Erhöhung der Betriebssicherheit bei automatischer Steuerung. In einer ansonsten manuell betriebenen Anlage können damit auch Verschluss- und Sicherheitssysteme des Vorbilds realisiert werden.
Für eine automatische Steuerung ist es unbedingt erforderlich zu wissen, wo sich die Züge aktuell befinden, damit bestimmte Aktionen ausgelöst werden können. Dazu werden Rückmelder an den relevanten Stellen an den Gleisen benötigt. Möglich ist die Rückmeldung durch
- Kontaktschienen
- Stromfühler (kurze Teilstücke oder ganze Blockstrecken)
- Lichtschranken (Einweglichtschranken an den Seiten oder Reflexionslichtschranken von unten)
- Reedschalter
- Hall-Sensoren

Auch diese Rückmeldungen können sowohl aufwendig analog oder einfacher digital über ein BUS-System zur Zentrale übermittelt werden. Da digitale Rückmeldungen getrennt von den Steuerbefehlen verarbeitet werden, laufen diese auch meist über einen eigenen Informationsstrang. Damit sind sogar Rückmelder mittels RFID oder Strichcode möglich, die nicht nur feststellen können, dass sich ein Fahrzeug an der Stelle befindet, sondern auch welches.
Das gängigste digitale Rückmeldesystem ist das s88-Rückmeldebussystem, das ursprünglich von einem Märklin-Zulieferer stammt. Zwei andere Rückmeldesysteme sind das Loconet oder der RS-Bus. Die Rückmeldungen erfolgen bei S88 durch hintereinander gesteckte Module, deren 8 oder 16 Adressen sich meist nur durch die Position innerhalb der Kette ergeben. Der Anschluss erfolgt oft über ein Interface direkt an die serielle Schnittstelle oder aber auch den Universal Serial Bus eines Computers.

## Automatische Steuerung
In der britischen und amerikanischen Modellbahntradition richtet sich eine Modellbahn an einen oder mehrere Spieler, welche die Rolle von Lokführer und Fahrdienstleiter einnehmen. In Deutschland hingegen werden Anlagen tendenziell eher für Zuschauer gebaut, so dass ab einer gewissen Größe schnell der Bedarf entsteht, die Anlage zu automatisieren. Mit dem Aufkommen der digitalen Modelleisenbahnsteuerungen wurde es – vornehmlich in der Kombination mit Computersteuerungen – möglich, vollautomatischen Betrieb mit Teilautomatisierung zu verbinden. Während öffentliche Anlagen aufgrund der Betriebssicherheit größtenteils vollautomatisch betrieben werden, findet sich im privaten Bereich inzwischen immer häufiger auch die Kombination von Vollautomatisierung und manueller Steuerung. Dabei übernimmt der PC die Fahrwegsicherung mittels eines entsprechenden Steuerungsprogramms, während gleichzeitig der Bediener als Lokführer tätig wird.
Auch eine Kombination aus analoger und digitaler Technik ist bei der automatischen Steuerung möglich, kommt jedoch eher selten und vor allem im Rahmen von Migrationen zum Einsatz. Als Vorteil der Analogsteuerung wird angesehen, dass das Stellen eines Signals (etwa durch daran angebrachte zusätzliche Kontakte) dort gleich den davorliegenden Abschnitt stromlos schalten kann, so dass der nächste Zug – egal, welcher dies ist und wann er ankommt – dort stehenbleibt; beim Zurückstellen des Signals wird er dann sofort wieder anfahren. In einer Digitalsteuerung muss in einem solchen Fall jeweils festgestellt werden, dass ein Zug sich einem Halt zeigenden Signal nähert und welcher dies ist, und dieser Zug muss die entsprechenden Steuerbefehle bekommen; beim Umstellen des Signals auf „Grün“ muss entsprechend festgestellt werden, welcher Zug gerade davor wartet. Dieses Beispiel zeigt deutlich, dass bei der Einsatz einer digitalen Steuerung eine Steuerung über Computertechnik sinnvoll ist. In diesem Falle hat das Steuerungsprogramm auf dem PC genaue Kenntnis über die Motorkennlinie der eingesetzten Loks und kann die Loks somit zentimentergenau an einer bestimmten Stelle vor dem Signal stoppen. Hierzu ist zwingend eine Rückmeldung notwendig, so dass der Computer feststellen kann, wo sich eine Lokomotive im Moment aufhält und mit welcher Geschwindigkeit sie fährt.
Die digitale automatische Steuerung gestattet einen sehr weitgehenden Einfluss auf die Lokomotive durch vorbildgerechte Formung der Anfahr- und Bremsvorgänge und das Auslösen von Sonderfunktionen wie Geräuschen und Lichteffekten. Wer einen automatisierten Betrieb wünscht, wird bei heutigem Stand der Technik meist eine computerbasierte Digitalsteuerung einsetzen.
Die Automatisierung gestattet auf recht einfache Weise einen Mehrzug-Fahrbetrieb. Sie stößt aber – zumindest im nicht-professionellen Bereich – auch heute noch sehr schnell an ihre Grenzen, sobald es um die Modellierung weiterer vorbildgerechter Vorgänge geht wie etwa das An- und Abkuppeln von Lokomotiven und Wagen oder deren (virtuelles) Be- und Entladen.